# أوليفر بيري تمبل
أوليفر بيري تمبل (بالإنجليزية: Oliver Perry Temple)‏ هو محامي وشخصية أعمال ومؤرخ وقاضي أمريكي، ولد في 27 يناير 1820 في مقاطعة غرين في الولايات المتحدة، وتوفي في 2 نوفمبر 1907 في نوكسفيل في الولايات المتحدة.